# 사이버 추적자
《사이버 추적자》(CyberTracker)는 미국에서 제작된 리처드 페핀 감독의 1994년 액션, SF 영화이다. 돈 더 드래곤 윌슨 등이 주연으로 출연하였고 조셉 메리 등이 제작에 참여하였다.

## 출연

### 주연
- 돈 더 드래곤 윌슨
- 리차드 노튼

### 조연
- 스테이시 포스터
- 조셉 러스킨
- 존 아프레
- 애비 댈턴
- 스티브 보튼
- 데이너 스파크스
- 조엘 웨이스
- 주디 리
- 아트 카마초
- 짐 마니아시
- 라이얼 하켄슨
- 제이 라소프
- 크레이그 리처즈

## 기타
- 공동제작: 폴 마스락
- 공동제작: 돈 더 드래곤 윌슨
- 라인프로듀서: 제리 P. 제이콥스
- 라인프로듀서: 스콧 맥아보이
- 라인프로듀서: 길 워즈워스
- 협력프로듀서: 스콧 맥아보이
- 미술: 스티브 라모스
- 의상: 리사 다이하우스
- 배역: 아드리아나 미쉘

## 우리말 녹음
KBS 성우진 (1996년 8월 17일)
- 홍시호 - 필립스 (돈 더 드래곤 윌슨)
- 안경진 - 그리피스 (스테이시 포스터)
- 이호인 - 로스 (리차드 노튼)
- 장정진 - 딜리 (존 아프레)
- 김현직 - 라운드 (조셉 러스킨)
- 나수란 - 경찰국장
- 김영민
- 김익태
- 김정주
- 홍승섭
- 서광재
- 장호비
- 정미경